# Aeroportul Stroudsburg-Pocono
Aeroportul Stroudsburg-Pocono (IATA: ESP, FAA LID: N53) este un aeroport din Pennsylvania, Statele Unite ale Americii ce deservește zona East Stroudsburg⁠(d).
Situat la o altitudine de 146 m, aeroportul dispune de 1 pistă.

## Infrastructură

### Piste
Aeroportul dispune de o singură pistă. Pista 08/26 are suprafața de asfalt și dimensiunile 3.087 picioare × 30 picioare. 